# МКС-60
МКС-60 — шестидесятая долговременная экспедиция Международной космической станции (МКС).
Экспедиция началась 24 июня 2019 года, 23:25 UTC в момент отстыковки космического корабля «Союз МС-11». Днём ранее, 23 июня 2019 года был подписан акт передачи полномочий командиром 59-й длительной экспедиции Олегом Кононенко и командиром 60-й экспедиции Алексеем Овчининым. По традиции, эта церемония сопровождается ударами в корабельный колокол.. В состав экспедиции вошёл экипаж корабля «Союз МС-12» из 3 человек, прибывших на станцию ранее и работавших в предыдущей экспедиции МКС-59. 20 июля 2019 года, 22:50 UTC в состав экспедиции вошёл экипаж космического корабля «Союз МС-13». Завершилась экспедиция в момент отстыковки от станции корабля «Союз МС-12» 3 октября 2019 года, 07:37 UTC.

## Экипаж
| Должность     | Первая часть 24 июня — 20 июля 2019 | Вторая часть 20 июля — 3 октября 2019 | № полёта | Корабль доставки |
| ------------- | ----------------------------------- | ------------------------------------- | -------- | ---------------- |
| Командир      | Алексей Овчинин                     | Алексей Овчинин                       | 3        | Союз МС-12       |
| Бортинженер-1 | Тайлер Хейг                         | Тайлер Хейг                           | 2        | Союз МС-12       |
| Бортинженер-2 | Кристина Кук                        | Кристина Кук                          | 1        | Союз МС-12       |
| Бортинженер-3 |                                     | Александр Скворцов                    | 3        | Союз МС-13       |
| Бортинженер-4 |                                     | Лука Пармитано                        | 2        | Союз МС-13       |
| Бортинженер-5 |                                     | Эндрю Морган                          | 1        | Союз МС-13       |

В период с 25 сентября по 3 октября 2019 года на МКС находилось девять человек, включая трёх членов экипажа корабля Союз МС-15 — двух членов экипажей МКС-61/62 ( Олег Скрипочка и  Джессика Меир) и участника экспедиции посещения ЭП-19 ( Хаззаа Аль-Мансури).

## Ход экспедиции

### Выход в открытый космос
21 августа 2019 года Тайлер Хейг и Эндрю Морган вышли в открытый космос из модуля Квест, их продолжительность пребывания в открытом космосе составила 6 часов 32 минуты. Во время выхода были установлены кабели энергопитания и связи к новому стыковочному модулю IDA-3, установленному на переходнике PMA-3.

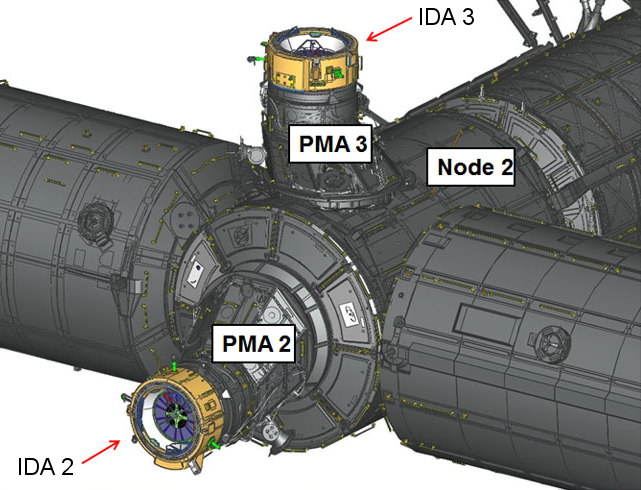
Место установки адаптера IDA-3

Стыковочный адаптер IDA-3, массой 534 кг, доставленный на МКС грузовым кораблём Dragon миссии SpaceX CRS-18 был размещен 20 августа 2019 года на герметичном стыковочном переходнике PMA-3, пристыкованном на зенитном (обращённом к космосу) порту модуля Гармония. Для перемещения IDA-3 из негерметичного грузового отсека корабля Dragon к переходнику PMA-3, а также для его удержания до завершения операции по сцеплению замков модуля с переходной шлюзовой камерой, была использована механическая рука МКС Канадарм2, управляемая астронавтами с борта МКС, за несколько часов до выхода астронавтов в открытый космос. Адаптер IDA-3 — это второй стыковочный порт для коммерческих пилотируемых космических кораблей (первый — IDA-2, IDA-1 был утерян в ходе аварии при запуске корабля SpaceX CRS-7). Во время выхода в открытый космос 21 августа 2019 года, члены 60 экспедиции МКС окончательно подсоединили кабели энергопитания и связи к установленному новому переходнику. IDA-3 будет использован для осуществления стыковки кораблей CST-100 и Dragon-2 (оснащённых Системой стыковки NASA) с МКС.

### Принятые грузовые корабли
- SpaceX CRS-18, запуск 25 июля 2019 года, стыковка 27 июля 2019 года. Расстыковка и посадка 27 августа 2019 года.
- Прогресс МС-12, запуск и стыковка 31 июля 2019 года.
- Союз МС-14, запуск 22 августа 2019 года, стыковка 27 августа 2019. Беспилотный полёт в грузовозвращаемом варианте в связи с первым испытательным запуском корабля серии Союз на ракете-носителе Союз-2.1а[8]. Расстыковка и посадка 6 сентября 2019 года.

Стыковка была запланирована на 24 августа 2019 года в 08:30 мск. Однако, ТПК «Союз МС-14» не смог пристыковаться в автоматическом режиме на стыковочный узел модуля «Поиск» в запланированное время, из-за неполадок в усилителе системы стыковки корабля «Курс», находящемся на МКС. Корабль подошел к станции на расстояние менее 100 метров, завис, а затем начал отходить от неё. Командир МКС космонавт Алексей Овчинин, после неоднократных неудачных попыток провести стыковку с помощью основной и резервной системами сближения корабля «Союз», в 05:36 мск дал команду на прерывание операции стыковки. После чего, «Союз МС-14» был отведён на безопасное расстояние от станции и продолжил полёт рядом с МКС.
Успешная стыковка корабля с МКС была произведена 27 августа в 06:08 мск. Стыковка производилась в автоматическом режиме, на освободившийся после перестыковки корабля «Союз МС-13», стыковочный узел модуля Звезда.
- Kounotori 8, запуск 24 сентября 2019 года, стыковка 28 сентября 2019 года.

### Перестыковка корабля «Союз МС-13»
Утром 26 августа была успешно проведена перестыковка ТПК «Союз МС-13». Корабль отчалил от стыковочного узла Звезда и причалил к стыковочному узлу Поиск. Все операция проводились вручную космонавтом Александром Скворцовым, находящимся в это время на корабле Союз МС-13. Вместе с ним на корабле присутствовали астронавты Эндрю Морган (NASA) и Лука Пармитано (Европейское космическое агентство). Во время операции перестыковки, на борту МКС оставался космонавт Алексей Овчинин, астронавты Тайлер Хейг и Кристина Кук.

### Экспедиция посещения
25 сентября 2019, 19:42 UTC к МКС пристыковался корабль Союз МС-15 с двумя членами экипажа МКС-61 и участником экспедиции посещения ЭП-19  Хаззаа Аль-Мансури, который стал первым астронавтом Объединенных Арабских Эмиратов. Хаззаа Аль-Мансури вернулся на Землю 3 октября 2019 года на корабле «Союз МС-12» вместе с двумя членами экипажа МКС-60 Алексеем Овчининым и Тайлером Хейгом.